# Nationella skolbanken
Nationella Skolbanken är en webbplats för att dela pedagogiska planeringar, bedömningsmatriser och underlag för utvecklingssamtal mellan lärare. Lärare publicerar löpande nytt och vidareutvecklat material i banken. Allt material som publiceras på Nationella Skolbanken får användas och vidareutvecklas av andra. Delning sker enligt licensreglerna för Creative Commons by-sa.
Materialet i Skolbanken är ej kvalitetsgranskat av någon annan än den som publicerar det. Det kan vara ofullständigt, innehålla fel, eller ha andra brister. I många fall kan materialet inte heller användas direkt av en annan lärare eller skola, eftersom materialet är skapat utefter förutsättningarna i en viss skola, med specifik pedagogisk idé, eller för elever i en viss klass.  Materialet är därför värdefullt främst som inspiration och utgångspunkt, och behöver vanligtvis anpassas innan det används i en ny situation.
Skolbanken öppnades 2007 och utvecklades i ett samarbete mellan dåvarande Myndigheten för skolutveckling, Lerums kommun, Pysslingen Förskolor och Skolor AB och Unikum - Net som idag sköter driften av tjänsten.  

## Statistik (Juli 2019)
Skolbanken innehöll i juli 2019 nästan en halv miljon material som skapats av lärare i svenska förskolor och skolor. Dessa material var fördelade på
- Pedagogiska planeringar: 399 545
- Bedömningsmatriser:  83 448
- Underlag för utvecklingssamtal: 6 517

Materialen i Skolbanken skapas av lärare och pedagoger i förskolor och skolor i Sverige.
- Antal skolor som bidragit med material: 1600
- Antal lärare i bidragande skolor som skapat material: 17 000